# Robert Andrews Millikan
Robert Andrews Millikan (n. 22 martie 1868, Morrison⁠(d), Illinois, SUA – d. 19 decembrie 1953, San Marino⁠(d), California, SUA) a fost un fizician american, specialist în fizica experimentală, laureat al Premiului Nobel pentru Fizică în 1923 pentru măsurarea sarcinii electronului și pentru lucrările în domeniul efectului fotoelectric. A studiat și razele cosmice.